# 39635 Kusatao
39635 Kusatao este un asteroid din centura principală de asteroizi.

## Descriere
39635 Kusatao este un asteroid din centura principală de asteroizi. A fost descoperit pe 27 decembrie 1994 la Kuma Kogen de Akimasa Nakamura. El prezintă o orbită caracterizată de o semiaxă mare de 3,04 ua, o excentricitate de 0,07 și o înclinație de 12,5° în raport cu ecliptica.